# Dean Fleischer Camp
Dean Fleischer Camp  (nascido em 28 de fevereiro de 1984) é um diretor de cinema, produtor de cinema, roteirista e editor de cinema americano. Ele criou os curtas-metragens Marcel the Shell with Shoes On com Jenny Slate, com quem foi casado de 2012 a 2016. Ele também dirigiu e estrelou o longa-metragem de mesmo nome, que co-escreveu com Slate e Nick Paley. Por seu trabalho no longa-metragem, Fleischer Camp e Paley foram indicados ao Independent Spirit Awards de Melhor Edição no 38º Independent Spirit Awards. Fleischer Camp também foi indicado ao Oscar de Melhor Filme de Animação na 95ª edição do Oscar. Ele também dirigiu o documentário Fraud de 2016.
Em julho de 2022, foi anunciado que Fleischer Camp será o diretor do remake live-action do filme de animação Lilo & Stitch da Disney.

## Vida pessoal
Fleischer Camp formou-se na Universidade de Nova Iorque. Ele cresceu no Condado de Henrico, Virgínia, e estudou na Douglas S. Freeman High School.
Em setembro de 2012, Fleischer Camp se casou com a atriz Jenny Slate. O casal anunciou a separação em maio de 2016. Eles colaboraram em Marcel the Shell com Shoes On, nos livros, nos curtas-metragens e, mais tarde, no filme longa-metragem de 2021.

## Filmografia

### Filme
| Ano  | Título                         | Diretor | Produtor | Escritor | Notas        |
| ---- | ------------------------------ | ------- | -------- | -------- | ------------ |
| 2016 | Fraud                          | Sim     | Não      | Não      | Documentário |
| 2021 | Marcel the Shell with Shoes On | Sim     | Sim      | Sim      | Editor       |
| 2025 | Lilo & Stitch                  | Sim     | Não      | Não      | Pós-produção |

### Televisão
| Ano  | Título                                       | Diretor | Escritor | Editor | Notas       |
| ---- | -------------------------------------------- | ------- | -------- | ------ | ----------- |
| 2010 | Superego                                     | Não     | Não      | Sim    | Telefilme   |
| 2014 | Thank You Very Much with Host Jack Antonoff  | Não     | Sim      | Não    | Telefilme   |
| 2014 | Rubberhead                                   | Sim     | Não      | Não    | Telefilme   |
| 2015 | Better. Dumber. Faster. with Kurt Braunohler | Sim     | Não      | Não    | TV special  |
| 2019 | The Bible                                    | Sim     | Sim      | Sim    | Curta de TV |

### Curta-metragem
| Ano  | Título                                                                       | Diretor | Produtor | Escritor | DoP | Editor |
| ---- | ---------------------------------------------------------------------------- | ------- | -------- | -------- | --- | ------ |
| 2008 | Steven                                                                       | Não     | Não      | Não      | Não | Sim    |
| 2009 | Science Fair (Or: Migratory Patterns & the Flight of the March Brown Mayfly) | Sim     | Não      | Sim      | Não | Sim    |
| 2009 | Fashion Kills!                                                               | Sim     | Não      | Não      | Não | Sim    |
| 2009 | Reality Boom                                                                 | Não     | Não      | Não      | Não | Sim    |
| 2010 | Marcel the Shell with Shoes On                                               | Sim     | Sim      | Sim      | Não | Sim    |
| 2011 | Marcel the Shell with Shoes On, Two                                          | Sim     | Sim      | Sim      | Não | Sim    |
| 2012 | Smile                                                                        | Sim     | Sim      | Não      | Sim | Sim    |
| 2013 | We Do Not Belong                                                             | Sim     | Não      | Sim      | Não | Sim    |
| 2014 | Catherine                                                                    | Sim     | Não      | Sim      | Não | Sim    |
| 2014 | Marcel the Shell with Shoes On, Three                                        | Sim     | Sim      | Sim      | Não | Sim    |
| 2016 | Hospital Head Doctor                                                         | Sim     | Não      | Sim      | Não | Não    |